# Ekkällan

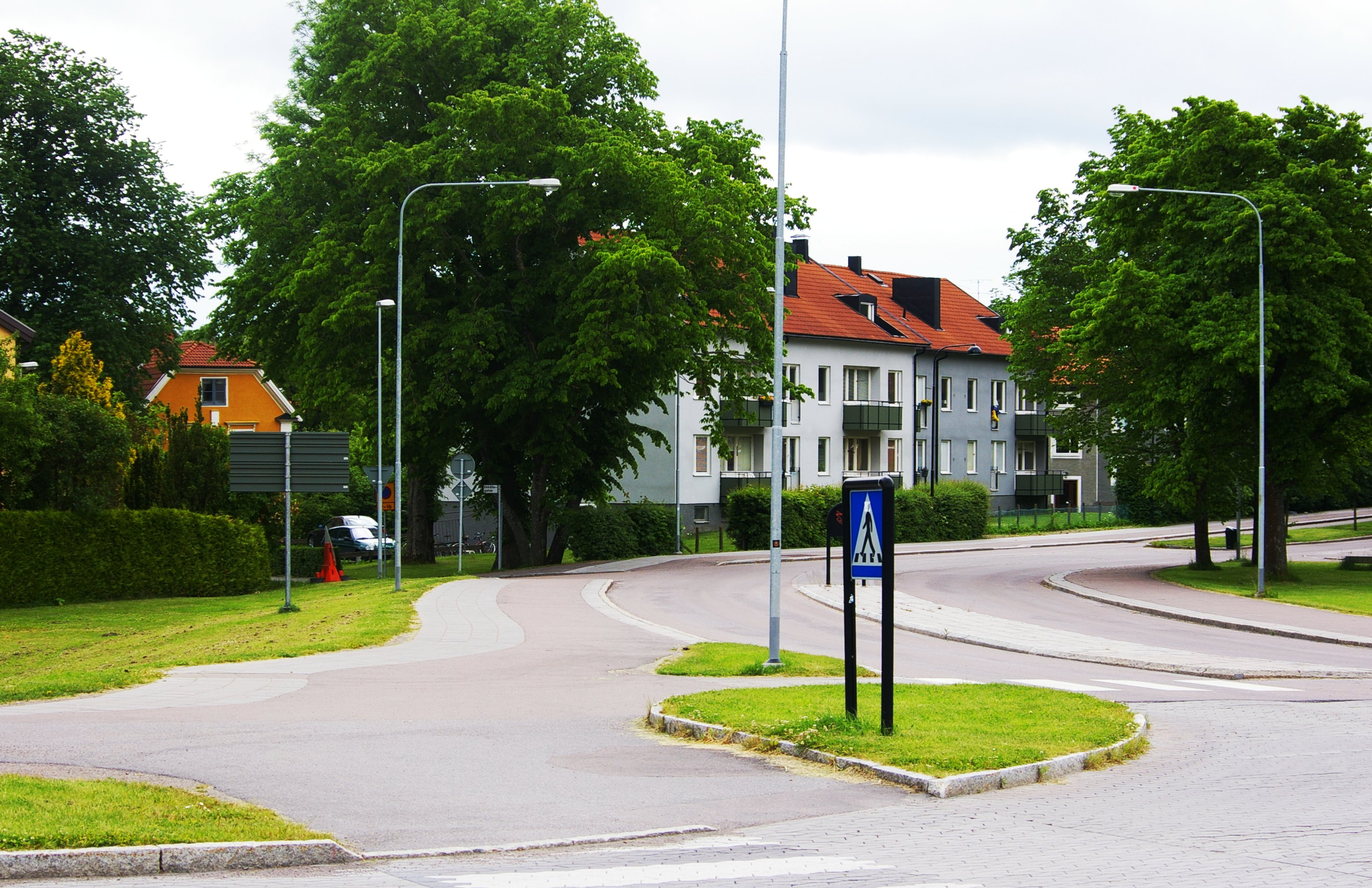
Garnisonsvägen med dess bebyggelse, Stadsdelen Ekkällan i Linköping

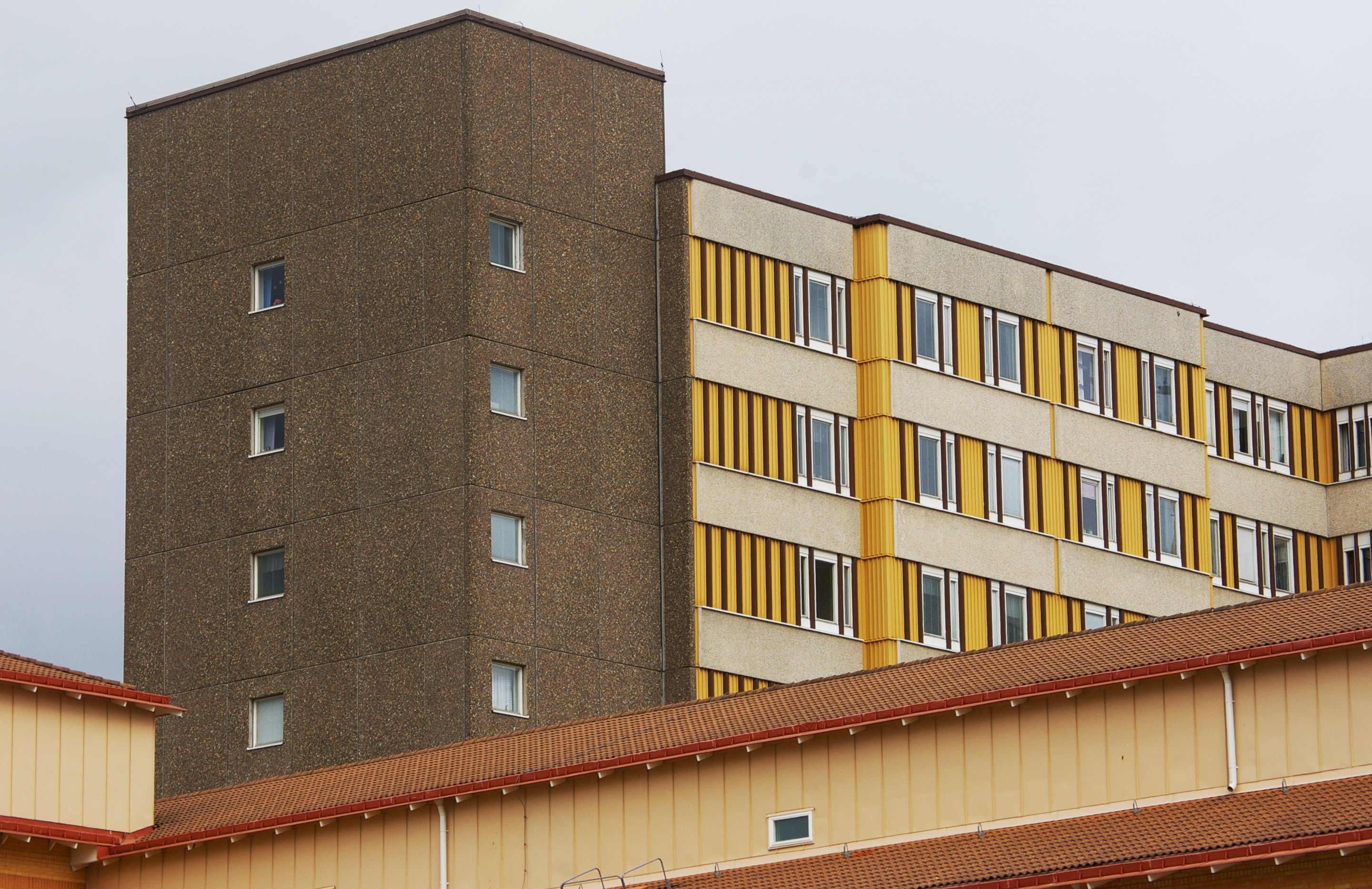
US, Universitetssjukhuset i Linköping, beläget i stadsdelen Ekkällan. Del av huvudblocket, från södra entrén.

Ekkällan är en centralt belägen stadsdel i Linköping. År 2000 delades dåvarande Ekkällan och stadsdelen Garnisonen bildades, samtidigt fördes några kvarter över till stadsdelen Innerstaden.
I området finns Universitetssjukhuset i Linköping (US), bostäder, servicelägenheter för pensionärer, förskolor, dagligvarubutik, restauranger, apotek, jourcentral med mera. 
Antal invånare december 2008 var 1 646.
Ekkällan gränsar till stadsdelarna Östra Valla, Innerstaden, Ramshäll, och Garnisonen. Området Södra Ekkällan ligger inte i stadsdelen Ekkällan, utan i den närbelägna stadsdelen Garnisonen.